# Arwed von der Planitz
Arwed Edler von der Planitz, verkürzt Arwed von der Planitz, (* 21. Juni 1875 in Oschatz; † 1943 in Dresden) war ein sächsischer Offizier aus dem Adelsgeschlecht derer von der Planitz.

## Leben
Von der Planitz stammte aus der Rützengrüner Linie derer von der Planitz und war der Sohn von Georg Edler von der Planitz (1843–1902). Traditionell waren Mitglieder dieser Linie sächsische Forst- und Verwaltungsbeamte oder Offiziere, ganz in der Tradition einer Ministerialenfamilie. Auch Arwed von der Planitz blieb als studierter Jurist und Verwaltungsbeamter dieser Tradition treu. Außerdem war er Reserveoffizier. Er lebte in Dresden, wo er in der Christianstraße 31 wohnte.
Von der Planitz war Rittmeister der Reserve im Sächsischen Gardereiterregiment. Er diente von Beginn des Ersten Weltkriegs an der Westfront, vor Verdun und bei Ypern. Schließlich wurde er in die Abteilung IIIb des deutschen stellvertretenden Generalstabs kommandiert.
Für die Reise Lenins von der Schweiz nach Russland wurde ein „taktvolle[r] Offizier mit politischem Verständnis“ gesucht. Die Wahl Ludendorffs fiel schließlich auf von der Planitz, der diesen und später einen weiteren Emigrantentransport in Gottmadingen übernahm und bis nach Saßnitz begleitete.
Nach Kriegsende ging er als Regierungsrat wieder nach Dresden. Von der Planitz verstarb 1943 kinderlos. Damit erlosch die Rützengrüner Linie derer von der Planitz.